# 二木千年
二木 千年（ふたき せんねん、1878年（明治11年）9月25日 - 1928年（昭和3年）3月10日）は、日本の官僚。釧路市長、八幡市長を務めた。

## 経歴
長野県下伊那郡竜江村（現在の飯田市）出身。1898年（明治31年）、東京専門学校英学部を卒業。1905年（明治38年）、早稲田大学法学部を卒業。1908年（明治41年）、高等文官試験に合格した。翌年より内務属として内務省に勤務し、徳島県警視、大阪府警視兼事務官などを経て、1914年（大正3年）、佐賀県警察部長に就任した。
1917年（大正6年）、滋賀県警察部長に転任したが、第13回衆議院議員総選挙における寺内内閣の選挙干渉に従わなかったため、文官懲戒令により免職となった。
1923年（大正12年）2月3日、初代釧路市長に就任し、1925年（大正14年）9月17日まで務めた。その後、愛知県書記官・内務部長として内務省に復帰し、翌年には神奈川県書記官・内務部長に異動となった。1927年（昭和2年）7月11日、八幡市長に就任した。しかし、翌1928年（昭和3年）1月19日に就任から半年で辞職。横浜十全病院で死去した。

## 栄典
- 1910年（明治43年）6月11日 - 従七位[9]
- 1912年（明治45年）7月10日 - 正七位[10]
- 1914年（大正3年）10月30日 - 従六位[11]
- 1915年（大正4年）11月7日 - 勲五等瑞宝章[12]
- 1916年（大正5年）10月30日 - 正六位[13]
- 1928年（昭和3年）3月10日 - 帝都復興記念章[14]